# Международная реакция на протесты в Беларуси (2020—2021)

Международная реакция на переизбрание Лукашенко:
Республика Беларусь
Признали победителем Лукашенко
Признали победителем Тихановскую
Не признали результаты выборов
Выразили озабоченность по поводу эскалации конфликта
Без реакции

Протесты в Беларуси в 2020—2021 гг. (также Полити́ческий кри́зис в Респу́блике Белару́сь) начались как разовые акции в мае 2020 года, в преддверии проведения очередных президентских выборов в августе, и продолжались в активной форме до весны 2021 года, вызвав широкую реакцию иностранных государств, международных и общественных организаций.

## Признание и поддержка Лукашенко как легитимного президента
Ещё до окончательного опубликования результатов голосования, которые были оглашены 14 августа 2020 года, свои поздравления с победой на президентских выборах Александру Лукашенко прислали:
- председатель Исполнительного комитета — исполнительный секретарь СНГ Сергей Лебедев[1],
- генеральный секретарь ОДКБ Станислав Зась,
- председатель Коллегии ЕЭК Михаил Мясникович,
- государственный секретарь Союзного государства Григорий Рапота,
- Патриарх Московский и всея Руси Кирилл,
- Президент России Владимир Путин[8] и Председатель Правительства России Михаил Мишустин,
- Президент Казахстана Касым-Жомарт Токаев[8] и Елбасы Нурсултан Назарбаев[8],
- Президент Азербайджана Ильхам Алиев[8],
- Президент Армении Армен Саркисян и Премьер-министр Армении Никол Пашинян[9],
- Президент Узбекистана и председатель Совета глав государств СНГ Шавкат Мирзиёев[8],
- Президент Таджикистана Эмомали Рахмон[8],
- Президент Киргизии Сооронбай Жээнбеков[8],
- Президент Молдовы Игорь Додон[8],
- Председатель КНР Си Цзиньпин[8],
- Президент Турции Реджеп Тайип Эрдоган[8],
- Президент Вьетнама Нгуен Фу Чонг[8],
- Президент Никарагуа Даниэль Ортега и Вице-президент Никарагуа Росарио Мурильо[8],
- Султан Омана Хейсам бен Тарик,
- частично признанный Президент Венесуэлы Николас Мадуро[8],
- частично признанный Президент Сирии Башар Асад[8],
- член Президиума Боснии и Герцеговины от сербов Милорад Додик[10],
- Президент частично признанной Республики Абхазия Аслан Бжания[11],
- Президент частично признанной Республики Южная Осетия Анатолий Бибилов[12],
- председатель Совета Союза коммунистических партий — КПСС, председатель ЦК КПРФ, депутат Госдумы и член ПАСЕ Геннадий Зюганов,
- Высший руководитель КНДР Ким Чен Ын[источник не указан 358 дней],
- Президент Кубы Мигель Диас-Канель[13],
- Президент Эритреи Исайяс Афеворки[источник не указан 358 дней].

Также о поддержке президента Александра Лукашенко и о категорическом неприятии иностранного вмешательства во внутренние дела Беларуси заявил Министр иностранных дел Кубы Бруно Родригес Паррилья.
С инаугурацией Александра Лукашенко поздравил Президент Туркмении Гурбангулы Бердымухамедов.
Глава миссии наблюдателей от СНГ Сергей Лебедев заявил, что «выборы проведены в соответствии с конституцией и избирательным кодексом», а нарушения «не носили системный характер и не повлияли на результаты выборов». Член делегации наблюдателей на президентских выборах в Беларуси от Совета Федерации Алексей Кондратьев обратил внимание на то, что выступления оппозиции начались ещё до того, как ЦИК республики огласил результаты. Он заявил: «Это говорит о том, что хулиганские выходки, направленные на создание угрозы общественной безопасности на территории Беларуси, — это спланированная акция, не зависящая от результатов выборов, — считает он. — Она направлена на то, чтобы дестабилизировать обстановку, дискредитировать проведение выборов».
Министерство внутренних дел Российской Федерации объявило в розыск экс-претендента на пост президента Беларуси Валерия Цепкало и белорусского журналиста, блогера, автора и создателя телеграм-каналов NEXTA и NEXTA Live Степана Путило.
27 октября 2020 года министр обороны Российской Федерации Сергей Шойгу заявил, что при политической и финансовой поддержке Запада предпринята попытка смены власти в Республике Беларусь с целью сорвать процесс интеграции в рамках Союзного государства и внести раскол в российско-белорусские отношения.

## Поддержка протестующих, критика и непризнание Лукашенко как легитимного президента

### Санкции против представителей правительства Лукашенко, прекращение сотрудничества
О введении национальных санкций в связи с действиями правительства Лукашенко объявили Министерство внутренних дел Литвы, Министерство иностранных дел Латвии и Министерство иностранных дел Эстонии — они ограничили въезд на свою территорию (сроком на 5 лет в случае Литвы и Эстонии либо бессрочно в случае Латвии) 30 белорусским чиновникам, включая Александра Лукашенко. 25 сентября они их расширили: Эстония — на 98 белорусских чиновников, Латвия — на 101, Литва — на «существенное количество».
В свою очередь Министерство помощи развития Швеции заморозило помощь, которая шла на проекты, в которых принимали участие белорусские государственные субъекты.
27 августа министр иностранных дел Украины Дмитрий Кулеба сообщил о приостановке всех взаимоотношений Украины с Беларусью до тех пор, пока «эти контакты не будут нести ни репутационных, ни политических, ни моральных потерь для Украины».
19 августа Европейский совет принял решение о разработке и введении санкций против «значительного числа тех, кто ответственен за насилие в республике и фальсификацию на выборах». Однако их введение было заблокировано Республикой Кипр, наложившей вето на данное решение до введения санкций против Турции.
О поддержке введения европейских санкций публично заявил Министр иностранных дел Северной Македонии Никола Димитров.
24 сентября министр иностранных дел Великобритании Доминик Рааб заявил о том, что Великобритания в координации с США и Канадой готовит «санкции Магнитского» для тех, кто несет ответственность за серьёзные нарушения прав человека в Беларуси.
2 октября 2020 года Евросоюз принял первый пакет санкций в отношении глав силовых ведомств и сотрудников ЦИК Беларуси. Всего в санкционный список попали 40 фамилий.
6 ноября 2020 года был принят второй санкционный список, в который попал непосредственно Александр Лукашенко, члены действующего правительства и чиновники, а также пресс-секретарь Лукашенко Наталья Эйсмонт.
17 декабря 2020 года был принят третий пакет санкций, который касался белорусского бизнеса — в него вошли 29 физических и 7 юридических лиц.
15 января 2021 года к последнему пакету санкций присоединились 5 стран не членов ЕС. Страны-кандидаты: Албания, Северная Македония, Черногория и страны европейской зоны свободной торговли — Исландия и Норвегия поддержали решение Совета ЕС о введении санкций.
24 июня 2021 года связи с нарушениями прав человека в Беларуси, репрессиями против гражданского общества, демократической оппозиции и журналистов, а также принудительной посадкой в Минске самолёта ирландской авиакомпании «Ryanair» и последующим задержанием журналиста Романа Протасевича и его девушки Софии Сапеги, Совет Евросоюза утвердил секторальные санкции против Республики Беларусь. Запрещается поставка в Беларусь оборудования, технологий или софта, основное назначение которых — мониторинг или перехват телефонных и интернет-коммуникаций, а также товаров и технологий двойного назначения для военного использования. Ограничивается торговля нефтепродуктами, хлоридом калия и товарами, необходимыми для производства табачных изделий.

### Непризнание результатов выборов и легитимности Лукашенко
О непризнании Александра Лукашенко легитимным Президентом Беларуси заявили официальные представители:
- Европейского союза[28],
- Великобритании[15],
- США[15],
- Германии[15],
- Дании[15],
- Канады[15],
- Латвии[29],
- Литвы[15],
- Нидерландов[30],
- Норвегии[30],
- Польши[15],
- Словении,
- Словакии[15],
- Украины[15],
- Чехии[15],
- Швеции[30],
- Эстонии[15],
- Рады БНР в изгнании[31],
- Европейской народной партии[32],
- Прогрессивного альянса социалистов и демократов[32],
- фракции Европарламента «Обновляя Европу»[32],
- «Зелёных» — Европейского свободного альянса[32],
- «Европейских консерваторов и реформистов»[32].

Помимо этого только о непризнании итогов выборов в связи с фальсификацией заявил Президиум Боснии и Герцеговины и министр иностранных дел Ирландии Саймон Ковени.

О необходимости проведения повторных выборов в присутствии международных наблюдателей заявили:
- Федеральный канцлер Австрии Себастьян Курц[33],
- Президент Латвии Эгилс Левитс и Президент министров Латвии Кришьянис Кариньш[34],
- Президент Литвы Гитанас Науседа и Премьер-министр Литвы Саулюс Сквернялис[35][36],
- Президент Эстонии Керсти Кальюлайд и Премьер-министр Эстонии Юри Ратас[35][36],
- Президент Польши Анджей Дуда и Председатель Совета министров Польши Матеуш Моравецкий[36][37],
- Президент Украины Владимир Зеленский[38],
- Государственный секретарь США Майк Помпео[39],
- Президент Правительства Словении Янез Янша[40],
- Председатель Правительства Чехии Андрей Бабиш[41],
- Министр иностранных дел Нидерландов Стеф Блок[англ.][42],
- Министр иностранных дел Люксембурга Жан Ассельборн[43].

### Критика насилия и нарушений прав человека, помощь пострадавшим
Рада БНР, находящаяся в изгнании, осудила нерегистрацию кандидатов, выступающих против Лукашенко, потребовала немедленного освобождения всех активистов, политиков, журналистов и блогеров, задержанных по политическим мотивам, и призвала «все демократические страны оказать политическое и экономическое давление на авторитарный режим в Беларуси».

Осудили насилие против протестующих и призвали соблюдать права человека:
- верховный комиссар ООН по правам человека Мишель Бачелет[45],
- глава Парламентской ассамблеи ОБСЕ Георгий Церетели[46],
- генеральный секретарь НАТО Йенс Столтенберг[47],
- председатель Европейской комиссии Урсула фон дер Ляйен[19],
- председатель Европейского парламента Давид Сассоли[48],
- верховный представитель Союза по иностранным делам и политике безопасности Жозеп Боррель[19],
- Федеральный канцлер Германии Ангела Меркель[49],
- Федеральный канцлер Австрии Себастьян Курц[40],
- Президент Словакии Зузана Чапутова и Министр иностранных и европейских дел Словакии Иван Корчок[50][51],
- Премьер-министр Швеции Стефан Лёвен[52],
- Министр иностранных дел Норвегии Ине Мари Эриксен Сёрейде[53],
- Министр иностранных дел Ирландии Саймон Ковени[15],
- Министр иностранных дел Канады Франсуа-Филип Шампань[15],
- президент ЕНП в Европарламенте Манфред Вебер[32],
- председатель группы S&D в Европарламенте Ираче Гарсия[32],
- президент фракции «Обновляя Европу» в Европарламенте Дачиан Чолош[32],
- сопрезиденты «Зелёных» — ЕСА в Европарламенте Ска Келлер и Филипп Ламбертс[англ.][32],
- сопрезиденты ЕКР в Европарламенте Рышард Легутко и Раффаэле Фитто[32],
- президент «Европейских левых» Хайнц Бирбаум[нем.][54].

Европейский вещательный союз осудил нападения полиции на местных и иностранных журналистов, требуя, чтобы свобода выражения мнения в Беларуси уважалась как одно из основных прав человека, закреплённых в многочисленных международных документах, включая статью 19 Всеобщей декларации прав человека, статью 19 Международного пакта о гражданских и политических правах и статью 10 Европейской конвенции о правах человека. Репрессии против журналистов осудили также «Репортёры без границ».
Первоиерарх Православной церкви Украины, митрополит Киевский и всея Украины Епифаний (Думенко) пожелал белорусскому народу найти свой собственный ответ на вызовы, защитить свои достоинство и свободу, демократическое и независимое будущее своего государства, приобщил «свой голос к заявлениям тех многочисленных государств, международных и гражданских институтов, кто настойчиво призывает к немедленному прекращению насилия, освобождению тысяч невинно задержанных и проведению конструктивного диалога между руководством Беларуси и гражданским обществом для мирного выхода из кризиса», а также подчеркнул, что Белорусская православная церковь имеет основания и право просить Вселенский патриархат о предоставлении томоса об автокефалии, когда на то будет её желание.
5 сентября 2020 года польский информационный интернет-сервис RMF24 сообщил, в Польше прокуратура начала расследование по факту ареста, избиения и пыток белорусскими силовиками трёх поляков, задержанных в Минске 9 августа.
Министр иностранных дел Литвы Линас Линкявичюс заявил, что «Литва по гуманитарным соображениям готова и рассматривает возможность принимать белорусов, страдающих от продолжающегося жестокого обращения». Также Литва предоставила убежище и охрану кандидату в президенты Беларуси Светлане Тихановской, а Правительство Литвы утвердило предложение, согласно которому белорусы могут въехать на территорию Литвы, несмотря на все ограничения по COVID-19, но «с особыми гуманитарными политическими целями». В дальнейшем о готовности своих стран принять политических беженцев из Беларуси заявили Министр иностранных дел Латвии Эдгар Ринкевич и заместитель Министра иностранных дел Польши Марчин Пшидач. В свою очередь Кабинет министров Украины, по поручению Президента Украины Владимира Зеленского, несмотря на закрытие границ для иностранцев в рамках карантина, принял решение «о поддержке граждан Беларуси в случае обращения их о пребывании».
Кроме того, Европейский совет согласовал выделение на поддержку Беларуси 53 000 000 евро, из которых: 50 миллионов на борьбу с пандемией коронавируса, 2 миллиона — на поддержку жертвам репрессий, 1 миллион — на помощь независимым СМИ и организациям гражданского общества. Также о выделении 10 000 000 чешских крон пострадавшим от репрессий белорусам объявило Правительство Чехии. Помимо этого белорусам, которые пострадали во время и после акций протеста, в Чехии была предложена бесплатная медицинская помощь и реабилитация (преимущественно тем, у кого из-за опасности отсутствовала возможность лечиться в Беларуси и кому требовалась операция и/или серьёзная реабилитация и/или кризисная помощь после изнасилования), включающая бесплатный проезд, проживание, лечение, реабилитацию и помощь белорусских психотерапевтов, работающих в Чехии, а также визовая поддержка.
В совместном заявлении США и ещё более пятидесяти стран и ЕС о ситуации с правами человека в Беларуси от 26 октября 2020 года было сказано, что «выборы не были ни свободными, ни справедливыми».
В совместном заявлении Представительства ЕС от имени государств-членов, представленных в Минске, Посольства Великобритании, Посольства Швейцарии и Посольства США в связи с ухудшением ситуации с правами человека на Беларуси от 17 ноября 2020 года было отмечено, что выборы были «сфальсифицированы».

### Акции в поддержку белорусской оппозиции

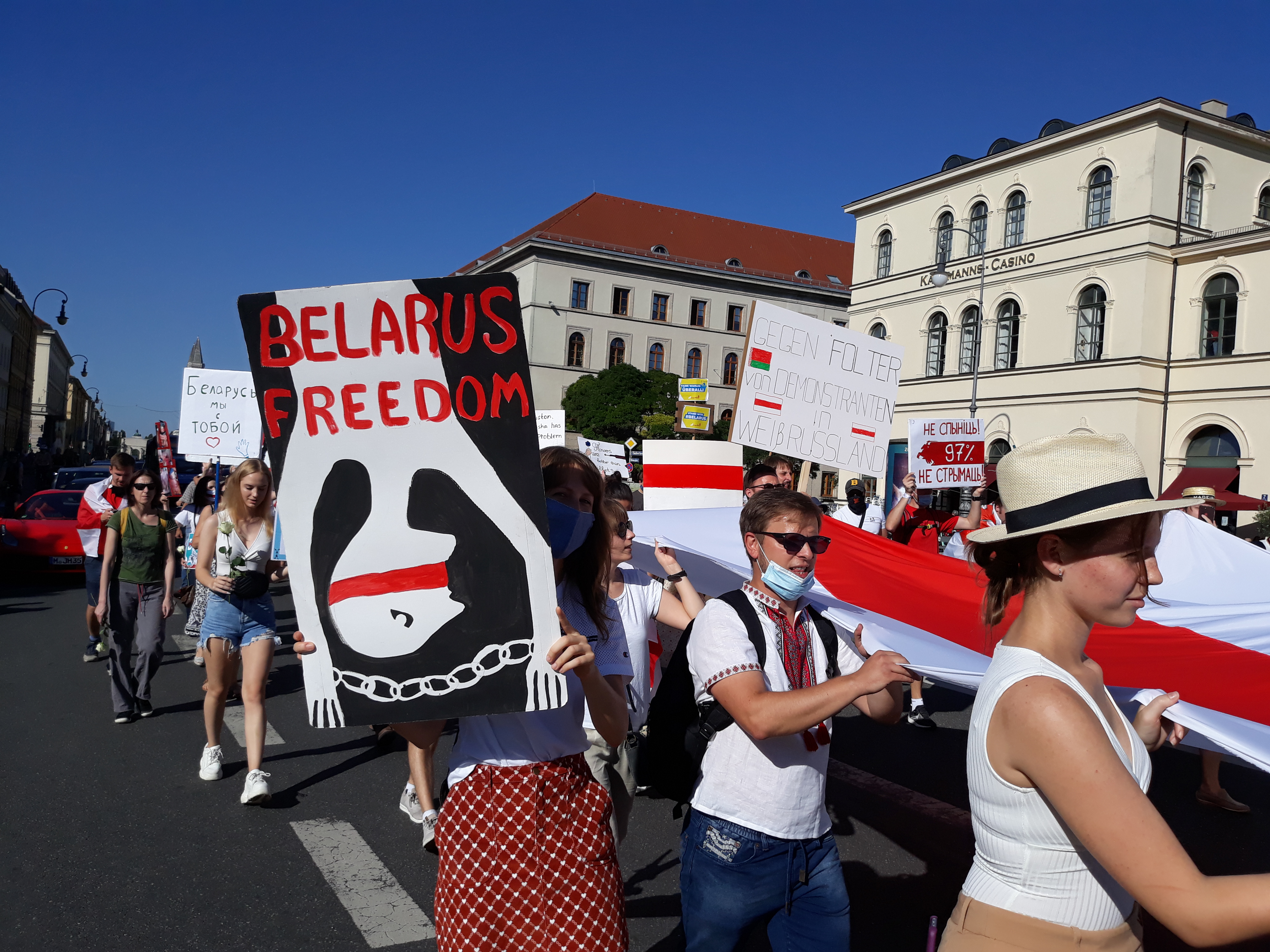
Марш протеста против диктатуры в Беларуси в Мюнхене (21 августа 2020 года)

У посольств Республики Беларусь в более чем тридцати городах не менее двадцати стран были проведены акции в поддержку белорусской оппозиции и с требованиями освободить задержанных.
15 августа российская «Новая газета» начала именовать Александра Лукашенко «самопровозглашённым президентом Беларуси». 16 августа входящие в одну медиагруппу украинские издания «Украинская правда», «Европейская правда» и «Историческая правда» договорились называть Лукашенко «особой, исполняющей обязанности президента Беларуси», а после инаугурации — «самопровозглашённым». Украинский журнал «Новое время» позволил бесплатно использовать свою обложку с портретом «кровавого Лукашенко». В свою очередь Литовское национальное радио и телевидение изменило логотип в знак солидарности с белорусами.

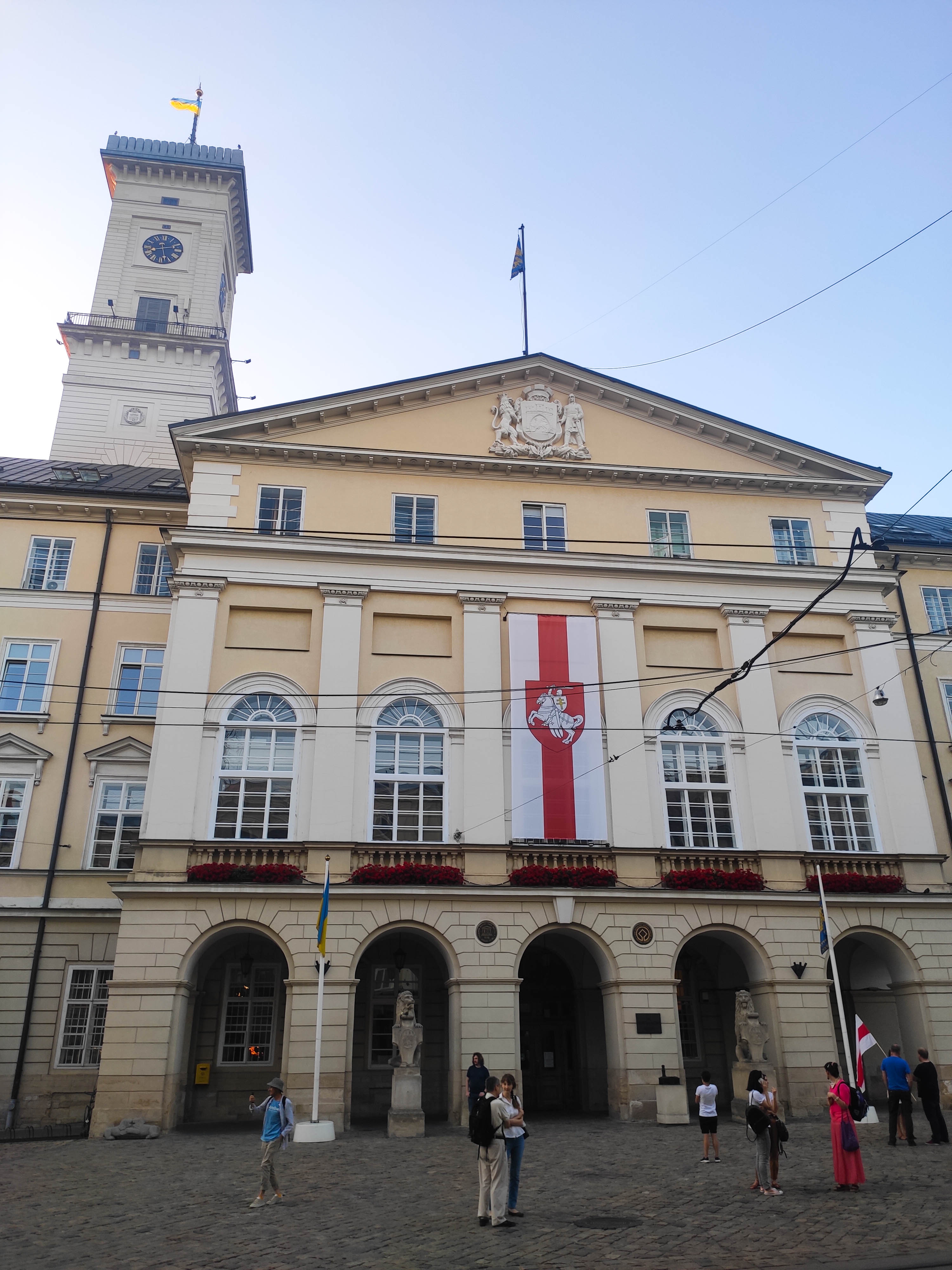
Бело-красно-белый флаг на Львовской ратуше. Украина, Львов, август 2020 года

В знак солидарности с протестующими бело-красно-белый флаг вывесили Львовский городской совет, Киевская городская государственная администрация и Мэрия Белостока. Также в цвета белорусского национального флага подсветили монумент Три креста в Вильнюсе и Дворец Грашалковичей в Братиславе, а общественный транспорт Вильнюса начал курсировать с надписями на табло «Vilnius Loves Belarus».

## Попытки урегулирования
13 августа Президент Литвы Гитанас Науседа, Президент Латвии Эгилс Левитс, Президент Эстонии Керсти Кальюлайд и Президент Польши Анджей Дуда в совместном заявлении призвали Александра Лукашенко выполнить три пункта:
- Деэскалация ситуации и немедленное прекращение применения силы против белорусского народа;
- Срочно освободить всех задержанных участников протеста, прекратить дальнейшие преследования;
- Немедленно начать диалог с белорусским народом, организовав круглый стол по национальному примирению с участием представителей правительства и гражданского общества.

Они заверили, что в случае выполнения этих требований двери для сотрудничества с международным сообществом останутся открытыми. Также они выразили готовность «предложить свои посреднические усилия для достижения мирного урегулирования в Беларуси и укрепления независимости и суверенитета вашей страны».
Ранее с аналогичным призывом и предложением помощи совместно выступили министры иностранных дел Люблинского треугольника (Литвы, Польши и Украины). Подобный призыв совместно опубликовали и министры иностранных дел Nordic-Baltic Eight (Дании, Эстонии, Финляндии, Исландии, Латвии, Литвы, Норвегии и Швеции).
В ответ Александр Лукашенко заявил, что для урегулирования ситуации в стране зарубежные посредники не нужны.

## Реакция государств на обвинения Лукашенко
10 августа Министр иностранных дел Польши Яцек Чапутович отверг обвинения президента Беларуси Александра Лукашенко в том, что Варшава позволила себе вмешательство в выборы президента республики.
«Нам бы хотелось и дальше строить сильные связи между гражданами ЕС и Беларуси, опираясь на уважение общих ценностей. Выборы показали, что белорусское общество активно и хочет влиять на будущее своей страны», — ответил он на заявление белорусских властей. Дипломат добавил, что Варшава хочет оставаться адвокатом Минска в Брюсселе и стремится сохранить «добрососедские отношения».
13 августа посла Беларуси вызвали в Министерство иностранных дел Чехии после заявления Александра Лукашенко о том, что поствыборными протестами в стране якобы управляли в том числе из Чехии. Об этом заявил Министр иностранных дел Чехии Томаш Петршичек в эфире Česká televize.
«Эти заявления абсолютно неуместны. Чешское правительство не участвовало в организации демонстраций. Мы уже давно пытаемся поддержать гражданское общество, народ Беларуси имеет право высказываться об общественных делах. Свобода слова и собраний должна быть стандартом в Европе», — сказал глава чешской дипломатии.
15 августа, в ответ на передачу России 28 бойцов «Группы Вагнера», подозревающихся в террористической деятельности на территории Украины, и обвинения во вмешательстве Украины во внутренние процессы в Беларуси, Президент Украины Владимир Зеленский заявил:
«Во-первых, публично наговорить о каком-то якобы вмешательстве Украины во внутренние процессы в Беларуси. Этого точно не было. А во-вторых, людей, которые действительно имеют отношение к безусловному вмешательству в дела как Беларуси, так и Украины — прежде всего Украины — демонстративно отдать третьей стороне. Это плохая история. История, в которой явно пренебрегли доверием, объективностью и адекватной оценкой негативных последствий… …Последствия этого решения будут трагическими. Мы понимаем, что „вагнеровцы“ всё равно вернутся к своему привычному занятию — распространению войны. Дай Бог, чтобы белорусским властям не пришлось и на своей территории получить ещё один горящий, обескровленный Донбасс, создать который все эти „вагнеровцы“ очень хорошо умеют».

Через два дня Министр иностранных дел Украины Дмитрий Кулеба впервые в дипломатической истории двух государств вызвал посла Украины в Беларуси Игоря Кизима на консультации в Киев, прокомментировав это так:
«Как вы знаете, в минувшую пятницу официальный Минск передал задержанных „вагнеровцев“ в Россию, несмотря на наличие всех правовых и моральных оснований передать их Украине. Этот шаг подорвал доверие между нашими странами и нанёс тяжёлый удар нашим двусторонним отношениям… …Качественно новые угрозы как для личной безопасности граждан, так и региональной безопасности в целом вытекают из официальных сообщений о возможном активном привлечении России и ОДКБ к урегулированию ситуации в Беларуси. Совокупность указанных фактов и действий, а также развитие событий в Беларуси, общество которой выразило вотум недоверия официальным результатам выборов президента Беларуси, кардинально меняет ситуацию в белорусско-украинских отношениях. Учитывая это, я принял решение вызвать посла Украины в Беларуси Игоря Кизима на консультации в Киев для оценки перспектив белорусско-украинских отношений в новой сложившейся реальности, выработки соответствующих решений с учётом всего комплекса факторов. Мы впервые в истории прибегаем к такому шагу в отношениях с Беларусью, и делаем это исключительно из-за недопустимых действий Минска».
21 августа председатель Независимого профсоюза горняков Украины Михаил Волынец в ответ на выступление Александра Лукашенко на агрокомбинате «Дзержинский» заявил:
«Президент Беларуси Александр Лукашенко во время визита на агрокомбинат „Дзержинский“ позволил себе угрожать бастующим тем, что на рабочие места протестующих приедут „безработные шахтёры из Украины“… …Шахтёры — одна из самых солидарных каст в мире. Уверяю, что никто из украинских шахтёров не собирается ехать в Беларусь, чтобы выступить в качестве штрейкбрехеров!»